# Leuctra hexacantha
Leuctra hexacantha är en bäcksländeart som beskrevs av Raymond Justin Marie Despax 1940. Leuctra hexacantha ingår i släktet Leuctra och familjen smalbäcksländor. Inga underarter finns listade i Catalogue of Life.